# Pelitli, Trabzon
Pelitli là một thị trấn thuộc huyện Trabzon, tỉnh Trabzon, Thổ Nhĩ Kỳ. Dân số thời điểm năm 2011 là 15.503 người.